# Station Marbau
Marbau is een spoorwegstation in de Indonesische provincie Noord-Sumatra.